# Helmut de Boor
Pour les articles homonymes, voir De Boor.
Helmut de Boor (né le 24 mars 1891 à Bonn, mort le 4 août 1976 à Berlin) est un médiéviste allemand.